# Советские военные специалисты за рубежом
Советские военные специалисты за рубежом — военные советники и военспецы из СССР, направленные в помощь иностранным вооружённым силам. Данная практика являлась одним из ключевых направлений международного военного сотрудничества государства.

## История
В августе 1921 года, ещё до образования СССР и в условиях гражданской войны, руководство РСФСР направило команду военных специалистов во главе с Михаилом Фрунзе к турецким войскам Мустафы Кемаля. С их появлением связывают разработку наступательных операций против греков, которые увенчались первыми победами турок в борьбе с Антантой и султанским правительством. При помощи зарубежных инструкторов удалось повысить организованность разобщённых отрядов революционной армии.
В 1923 году развёрнута военно-советническая помощь для Китая. Иностранцы внесли большой вклад в становление Национально-революционной армии Южного Китая (НРА) и приняли участие в Северном походе. Однако из-за гражданской войны между Гоминьданом и КПК советское присутствие свёрнуто. В 1937—1941 годах военные советники и специалисты вернулись в Китай, помогая в борьбе против японского вторжения.
В 1930-е годы военные оказывали содействие Монголии по различным вопросам, Турции в парашютной подготовке, Франции по вопросам военного сообщения и парашютной подготовки. Как отмечали российские историки Мария Дацишина и Андрей Сорокин, инициатором сотрудничества обычно были другие страны. В основном зарубежные партнёры запрашивали консультации. В этот же период советские военные отметились участием в гражданской войне 1936—1939 годов, поддержав республиканцев в противостоянии с франкистами. Опыт боевых действий в Испании лёг в основу подготовки СССР к грядущему мировому конфликту.
В завершающий период Великой Отечественной СССР развернул помощь Народно-освободительной армии Югославии. На рубеже 1944—1945 годов как минимум 117 инструкторов отправлены в югославские формирования. После Второй мировой советских военнослужащих стали направлять в командировки в Восточную Европу. В 1949 году открылось новое направление — Германская Демократическая Республика.
С середины 50-х годов советское влияние нарастает в новых независимых государствах «третьего мира». С этого времени число стран, которым Москва оказывала помощь в строительстве вооружённых сил, значительно возрастает. Во многом этому способствовал XX съезд КПСС (февраль 1956 года). На нём озвучен призыв «всемерно укреплять братские отношения, дружбу и сотрудничество не только со странами народной демократии, но и с народами других государств, стоящих на позиции мира; поддерживать те страны, которые не дают втягивать себя в агрессивные блоки; идти навстречу всем силам, которые заинтересованы в сохранении мира». Расширение географии и возрастание объёмов оказания Советским Союзом помощи обусловливали острую потребность в военных заграничных кадрах — советниках, специалистах, инструкторах и переводчиках.
В 1940—1950-х годах советские специалисты находились в КНР и КНДР. С 1960-х и 1970-х они присутствовали в Алжире, Египте, Южном Йемене, Эфиопии, Мозамбике, Сирии, Анголе, Вьетнаме, Лаосе, Ливии, Сомали, на Кубе и других государствах. В Афганистане советники работали вместе с основными силами ОКСВА, причём ещё с 1956 года, до ввода войск.

## Деятельность
Военнослужащие-командировочники были разделены на две группы — военные советники и военные специалисты (военспецы). Первые занимались разработкой основополагающих документов и оказанием помощи в строительстве и подготовке национальных вооружённых сил, вторые отвечали за освоение и эксплуатацию техники и вооружения.
К задачам советских военнослужащих за рубежом относились:
- разработка предложений и рекомендаций по вопросам формирования, технического оснащения и применения национальных вооружённых сил;
- оказание помощи в поддержании боевой готовности, организации боевой и оперативной подготовки войск и штабов;
- оказание помощи в освоении поставляемой из СССР военной техники и вооружения;
- организация системы подготовки военных кадров;
- участие в строительстве объектов оборонного назначения.

В зонах военных действий они при необходимости могли участвовать в боях.
В «горячих точках» работа осуществлялась в условиях максимальной секретности. Военнослужащие не имели возможности информировать родственников даже о характере реализуемых за рубежом миссий. При выполнении боевых заданий советские специалисты нередко должны были маскироваться, переодеваясь в чужую форму, и выдавать себя за бойцов местных армий. Из соображений секретности запрещалось носить документы и знаки различия. Участие в чужих войнах мотивировалось выполнением интернационального долга, защитой ценностей социализма, помощью дружественным странам в строительстве национальных вооружённых сил и отражением агрессии извне. Согласно американским спецслужбам, в период с 1950-х по 1970-е годы Москва в зонах боевых действий постепенно перешла от программ военной помощи к редкому применению армейских сил строго в оборонительной роли.
Большинство советских военнослужащих имело весьма смутные представления об заграничных реалиях — об особенностях быта, традициях, обычаях, психологии народов. Без этих знаний взаимодействие с союзниками выстраивать было трудно. Порой случались неприятные инциденты, наносившие ущерб престижу СССР за рубежом. Отдельные военнослужащие вели себя высокомерно, имели предубеждения и презрение к представителям иных культур, особенно к чернокожим африканцам. Это вызывало накопления возмущения и подозрения к советским представителям.
Одним из практических результатов оказания советской военной помощи было создание объектов военной инфраструктуры. В течение 1950—1991 годов с помощью военных советников и специалистов было создано множество объектов оборонного значения. К их числу можно отнести авиаремонтные предприятия в Индии и на Кубе, танкоремонтные заводы на Кубе и в Сирии, автоматизированные полигоны на Кубе и в Югославии. В ряде государств Тропической Африки, Ближнего Востока и других регионов мира создавались военные узлы связи, пункты материально-технического обеспечения, аэродромы, порты и прочие объекты.

## Значение
В результате активной военной советнической деятельности Москва получала возможность глубокого проникновения в политическую, экономическую и военную сферы тех или иных государств и регионов. Советское руководство приобрело дополнительные рычаги влияния на региональные и международные отношения, обеспечивая тем самым высокий международный статус. Кроме того, Кремль получал дополнительные источники информации о социально-политическом и экономическом положении в дружественных государствах.
Через деятельность советников и специалистов Советский Союз получал возможность испытывать собственное новое вооружение и военную технику в экстремальных условиях различных театров военных действий и оценивать эффективность их применения в реальной боевой обстановке. Качественный отбор личного состава для командировок, а также последующая оптимальная расстановка кадров, получивших ценные знания и опыт службы за пределами страны, оказывали позитивное воздействие на укомплектованность Вооружённых сил СССР, их боеспособность и укрепление боевого потенциала. По возвращении из зарубежья военнослужащие, как правило, занимали значимые должности.
Согласно докладу Национальной разведки США от 1979 года, программы обучения, помимо чисто военной подготовки, были нацелены на расширение влияния и культивирование просоветских настроений. Советники часто оказывали влияние на политику стран, имели связи с официальными лицами. Иногда они отбирали лиц для специальной подготовки, политической и идеологической обработки в СССР, тем самым формируя армейский истеблишмент государств-союзников.